# 朱今明
朱今明（1915年—1989年），男，江苏南通人，中国电影摄影师，导演，中国电影家协会理事。代表作有《一江春水向东流》、《万家灯火》、《三毛流浪记》、《南征北战》等。